# Orione (mitologia)
Orione (in greco antico: Ὠρίων? od Ὠαρίων, in latino Orion) era un gigante cacciatore, sia nella mitologia greca sia nella mitologia romana, che fu posto da Zeus, padre degli Dei, tra le stelle nella costellazione di Orione.
Circa la sua nascita, le sue imprese e la sua morte, vi sono molte versioni, sia per il culto greco sia per il culto romano (anche se quest'ultimo è povero di episodi).
Ma le argomentazioni principali vertono essenzialmente sulla sua nascita, la sua morte, la sua visita all'isola di Chio, il suo accecamento da parte di Enopio (padre di Merope), il recupero della vista nell'isola di Lemno, la sua ascesa al cielo per formare l'omonima costellazione.

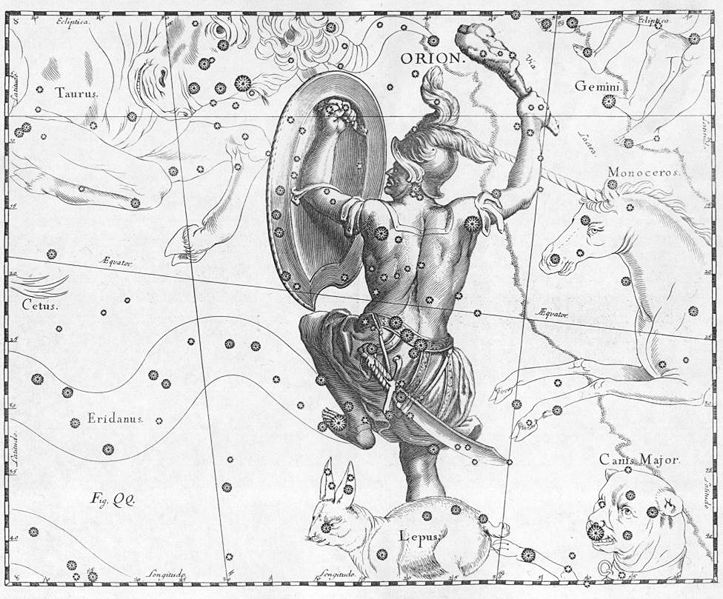
Stampa di Orione tratta dalle tavole del Firmamentum Sobiescianum, sive uranographia, contenuto nel catalogo astronomico Prodromus Astronomiae di Johannes Hevelius, 1690.

## Il mito

### Mitologia greca
Secondo la mitologia greca (v. Ferecide citato da Apollodoro), Orione era un gigante, figlio di Poseidone ed Euriale, figlia di Minosse re di Creta.

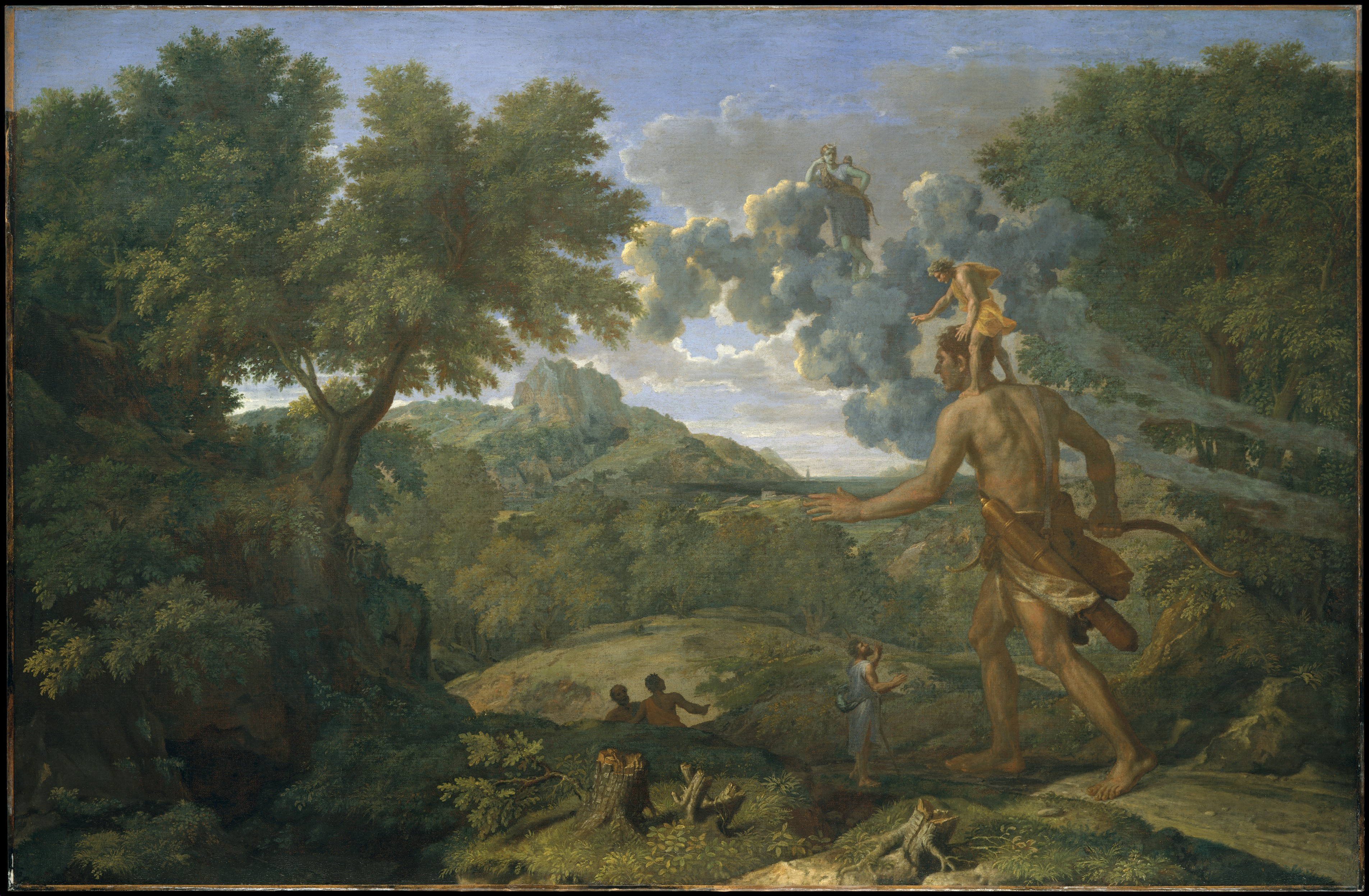
Olio su tela di Nicolas Poussin Paysage avec Orion aveugle cherchant le soleil (Paesaggio con Orione cieco in cerca del sole), 1658, Metropolitan Museum of Art di New York

Si narra che sull'isola di Chio, una notte corteggiò Merope, figlia del re Enopio, che irato per l'affronto lo fece accecare ed esiliare. Orione si rifugiò sull'isola di Lemno dove Efesto, impietosito dalla sua cecità, lo affidò alla guida di Cedalione, che lo condusse verso est, fin dove sorgeva il sole; lì grazie ad Eos, l'aurora, riacquistò la vista e prese in moglie la dea.
Altri invece narrano che Orione ricevette degli occhi costruiti dal dio Efesto, impietosito dalla triste storia. Per la gioia procurata del regalo, iniziò a cacciare per lungo tempo senza mai fermarsi, e senza accorgersene arrivò fino alla dimora di Eos e se ne innamorò perdutamente.
Cacciatore dagli occhi celesti, usciva di notte accompagnato dal suo fedele segugio, Sirio, in cerca di prede. La dea Artemide, che con lui condivideva molte battute di caccia, se ne invaghì perdutamente e, nonostante fosse famosa per la sua sacra castità, gli fece delle esplicite offerte. Orione declinò i ripetuti inviti con garbo, spiegando alla dea che mai avrebbe potuto tradire la sua amata sposa, alla quale era eternamente grato per aver riacquistato la vista.
Inizialmente Artemide si mise l'animo in pace, ammirando, anzi, la insolita fedeltà dell'uomo. Quando però successivamente scoprì che Orione si era invaghito delle Pleiadi, le sette figlie di Atlante e Pleione, e che aveva cominciato a molestarle, la dea fu accecata dall'ira e per vendicare l'incredibile affronto subìto inviò un suo fedele servo, lo Scorpione; la bestia si intrufolò nella capanna del cacciatore durante la notte e ne attese il ritorno fino all'alba; il mostro continuò a rimaner nascosto fino a quando il nostro eroe ed il suo fido compagno non presero sonno, stanchi per un'intensa battuta di caccia, ed infine sferrò il suo attacco letale con il suo pungiglione avvelenato, prima su Orione e poi su Sirio che si era svegliato ed aveva tentato di difendere il suo padrone.
Orione compare nell'undicesimo libro dell'Odissea di Omero: è una delle ombre che Ulisse vede durante l'evocazione dei morti. Il gigante ha un aspetto felice ed è intento a cacciare le ombre delle prede che aveva sconfitto in vita.

### Mitologia romana
Secondo la mitologia romana (v. Ovidio, Igino, Servio, Tzetzes e Lattanzio), Orione era un gigante generato dall'urina di Giove, Nettuno e Mercurio. Per la sua triplice paternità, gli si attribuì il nome di Tripater.
Tali autori raccontano che un giorno, Giove, Nettuno e Mercurio, si aggiravano per le campagne della Beozia. Al tramonto, essi incontrarono il contadino Ireo che offrì loro ospitalità nella sua capanna. Gli Dei vollero inizialmente mantenere l'anonimato per vedere come quel contadino li avrebbe trattati. Ireo versò da bere e portò loro quanto aveva di meglio da offrire.

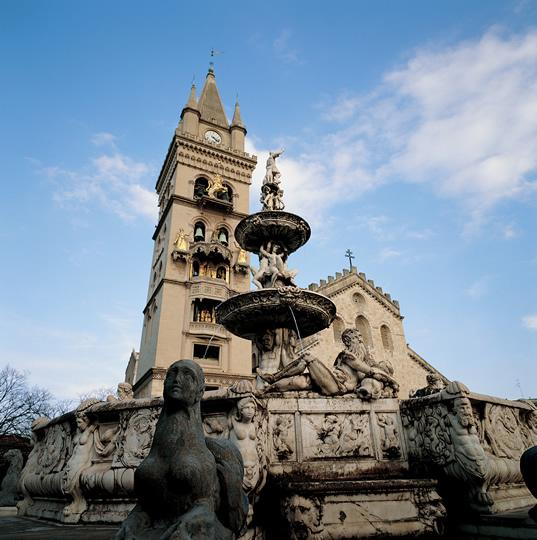
La Fontana di Orione a Messina, del 1551, opera di Giovanni Angelo Montorsoli (sullo sfondo, il Duomo di Messina). Viene definita da Bernard Berenson la più bella fontana di tutto il cinquecento europeo.

Gli Dei, vedendo la sua grande ospitalità nonostante la povertà in cui versava, si fecero riconoscere ed Ireo impallidì. Ma dopo essersi ripreso, per onorarli della loro presenza, corse fuori dalla capanna e immolò un toro per i suoi ospiti. Giove volle ricompensare il contadino dicendo che avrebbe soddisfatto qualsiasi suo desiderio.
Ireo allora chiese agli Dei di poter avere un figlio senza la necessità di doversi risposare, avendo promesso a sua moglie morta da poco, che non avrebbe preso in moglie alcun'altra donna. Giove gli ordinò, quindi, di portare la pelle del toro immolato e insieme a Nettuno e Mercurio, sparsero la loro orina su essa e la piegarono, ordinando al contadino di seppellirla nell'orto e di ritirarla dopo nove mesi. Ireo ubbidì e dopo nove mesi, dissotterrata la pelle, vi trovò avvolto un bambino che allevò come suo figlio e al quale diede il nome di Urion, da urina, successivamente vòlto in Orione cambiando la prima lettera con una O (come dice Ovidio nei Fasti, lib. V, cap. IV: «Perdidit antiquum littera prima sonum»).
Si racconta che Orione, in pochissimo tempo, divenne un gigante di straordinaria bellezza, tanto alto che, mentre scendeva da una montagna appoggiato ad un olmo, la sua testa era nascosta tra le nubi.
Diana lo prese al suo servizio facendolo ministro del suo culto e con lui andava a caccia.
Diodoro di Sicilia racconta che in vita, Orione progettò e presiedette i lavori della costruzione della città siciliana di Zancle, che prenderà poi il nome di Messina. Secondo Esiodo, per arginare le frequenti mareggiate che si abbattevano sulla costa, Orione trasportò una grande quantità di terra davanti al porto di Messina. Il terrapieno che realizzò, costituì Capo Peloro sul quale Orione costruì un tempio dedicato a Nettuno. A ricordo della fondazione della città siciliana, in Piazza del Duomo a Messina gli è dedicata l'omonima Fontana di Orione marmorea di Giovanni Angelo Montorsoli (1547-51).

### La morte di Orione
Riguardo la sua morte, Omero dice sia stato ucciso da Artemide per gelosia nell'Isola di Ortigia, a colpi di freccia. Igino invece racconta della morte di Orione ucciso da Diana perché aveva tentato di violentarla.

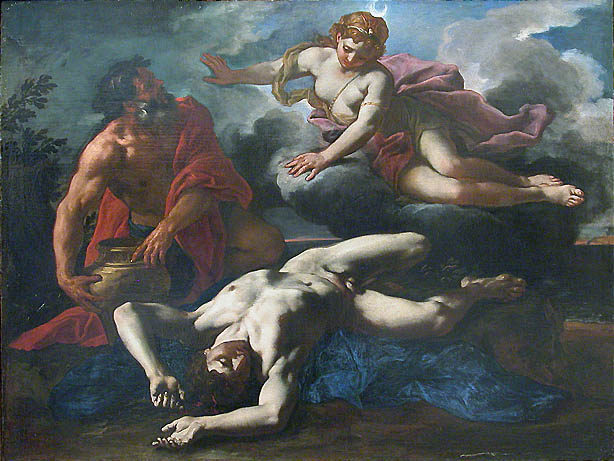
Olio su tela di Daniel Seiter intitolata Diane auprès du cadavre d'Orion (Diana presso il cadavere di Orione), 1685, Museo del Louvre

Un'altra versione narra della morte di Orione per mano di Diana. Secondo questa versione, una mattina Diana passeggiava lungo la riva del mare, in attesa che Orione la raggiungesse per una nuova battuta di caccia. Era armata di arco e la sua faretra era piena di frecce d'argento. Mentre passeggiava, suo fratello Apollo le si affiancò sorridente, in silenzio, armato anch'esso con arco e frecce. Apollo era contrariato dall'amore che sua sorella Diana provava per il mortale Orione, forse perché quell'amore distraeva Diana dai suoi doveri, forse per semplice gelosia. Quindi le tese un tranello, sfidandola a colpire un bersaglio mobile che in lontananza era appena visibile tra le onde del mare. Diana accettò quella sfida e scoccò una sola freccia che colpì in pieno il bersaglio. Mentre esultava per la sua abilità si accorse che il fratello Apollo non sorrideva più e, mentre il bersaglio si avvicinava a riva sospinto dalle onde, nel cuore di Diana cresceva un'ansia profonda. Quel corpo era di Orione che, trafitto alle tempie dalla freccia d'argento di Diana, giaceva sulla riva come fosse di marmo. Alla sua vista, Diana pianse mentre Sirio, il cane fedele, ululava nel vento.
Giove ebbe pietà di quel dolore e accolse Orione e Sirio in cielo tra le splendenti costellazioni. Da allora, Diana, si allieta guardando Orione, il bel cacciatore. Lui, con corazza d'oro e spada d'oro, va per il cielo in traccia di favolose fiere, mentre Sirio, il suo cane fedele, lo segue traverso i campi turchini fioriti di stelle.
Esistono altre tradizioni riguardo alla morte di Orione: alcune dicono che lo Scorpione fu mandato a uccidere Orione da Apollo, fratello della dea, che quando venne a conoscenza dell'affetto di Artemide verso il cacciatore, ne rimase piuttosto contrariato; altre, invece, narrano che fu Orione a innamorarsi di Artemide e non viceversa e che, per difendersi da lui, la dea lo uccise con le sue frecce.
Quando Zeus scoprì cosa era successo si adirò molto, e dall'alto dell'Olimpo fulminò con una folgore lo scorpione. Infine decise di far ascendere al cielo gli eroi e, da allora, la costellazione di Orione splende nell'Emisfero Boreale mentre affronta la carica del Toro. Non tanto lontano da lì luccica il Cane Maggiore (con la stella Sirio, che è la più lucente dell'Emisfero Boreale). La costellazione dello Scorpione, invece, sorge esattamente quando quella di Orione tramonta, affinché il terribile mostro non possa più insidiare il grande cacciatore.
Gli antichi sono tutti concordi nel raccontare che, dopo la sua morte, Orione fu collocato in cielo dove forma la Costellazione di Orione, la più luminosa dell'Emisfero boreale.
Una linea immaginaria, passante per le stelle della Cintura di Orione e prolungata verso sud-est, incontra la stella Sirio della costellazione del Cane Maggiore, il fido compagno di Orione.
Nel cielo, la costellazione di Orione rappresenta il gigante cacciatore, raffigurandolo, secondo alcuni, intento ad affrontare la carica del Toro, armato di clava (nella mano destra) e di scudo (nella mano sinistra), secondo altri, armato di clava e con una pelle di leone.